# Lacinipolia prognata
Lacinipolia prognata är en fjärilsart som beskrevs av Mcdunnough 1940. Lacinipolia prognata ingår i släktet Lacinipolia och familjen nattflyn. Inga underarter finns listade i Catalogue of Life.